# Souporaba koles
Souporaba koles je oblika kratkotrajne izposoje kolesa, ki ga voznik prevzame in pusti na določenem mestu. V Sloveniji deluje že nekaj primerov, kot so Bicikelj v Ljubljani, GO2GO v Novi Gorici ali v malo dugačni obliki Piranko v Piranu.
Glavna prednost sistema souporabe je, da uporabnikom, ki kolesa ne uporabljajo veliko, ni treba investirati v vozilo. Ta sistem je primeren tudi za turiste, ki se želijo s kolesom premikati po mestu, ne da bi jim bilo treba s seboj vzeti kolo.